# Jasuši Takahaši
Jasuši Takahaši (12. prosince 1924 – 12. února 2013) byl japonský teoretický fyzik, známý díky práci na Wardově–Takahašiho identitě.

## Život
- 1951 Bakalářský titul z Nagoya University
- Fulbrightovo stipendium
- 1953 Výzkumný pracovník na University of Rochester
- 1954 Doktorský titul
- 1955 Výzkumný pracovník na Iowa State University
- 1958 Profesor na Dublin Institute for Advanced Studies
- 1960 Profesor na Dublin Institute for Advanced Studies
- 1968 Profesor na Albertské univerzitě

## Členství
- Člen Královské společnosti Kanady
- Člen Americké fyzikální společnosti
- Člen Královské irské akademie

## Ocenění
- Soryušiho medaile (2003)